# 伊夫德斯
伊夫德斯，是西班牙阿拉贡自治区萨拉戈萨省的一个市镇。 总面积56平方公里，总人口523人（2001年），人口密度9人/平方公里。